# Mesomyia longipennis
Mesomyia longipennis är en tvåvingeart som först beskrevs av Seguy 1950.  Mesomyia longipennis ingår i släktet Mesomyia och familjen bromsar.
Artens utbredningsområde är Madagaskar. Inga underarter finns listade i Catalogue of Life.